# (11921) Mitamasahiro
(11921) Mitamasahiro est un astéroïde de la ceinture principale.

## Description
(11921) Mitamasahiro est un astéroïde de la ceinture principale. Il fut découvert le 26 octobre 1992 à Kitami par Kin Endate et Kazuro Watanabe. Il présente une orbite caractérisée par un demi-grand axe de 2,69 UA, une excentricité de 0,01 et une inclinaison de 14,2° par rapport à l'écliptique.

## Compléments